# Amici di Maria De Filippi (diciottesima edizione, fase serale)
La diciottesima edizione del talent show musicale Amici di Maria De Filippi è andata in onda nella sua fase serale dal 30 marzo al 25 maggio 2019 ogni sabato in prima serata su Canale 5 per nove puntate con la conduzione di Maria De Filippi.
Tra le novità, da segnalare i ritorni di Giuliano Peparini come direttore artistico del serale dopo un anno di assenza, di Loredana Bertè, che torna dopo due anni in veste di giurato fisso ed infine quello dei direttori artistici, che ritornano anch'essi dopo un anno di assenza. In quest'edizione a guidare i ragazzi sono Ricky Martin per i bianchi e Vittorio Grigolo per i blu.
Altra novità è il ritorno dell'orchestra dal vivo, che accompagna i ragazzi durante le loro esibizioni: essa è composta da 30 giovani musicisti selezionati dal maestro Celso Valli e diretti dal maestro Marco Vito. Per quanto concerne la parte comica, quest'anno è affidata a Pio e Amedeo.
| Vincitori              | Vincitori              |
| Amici 18               | Alberto Urso           |
| ---------------------- | ---------------------- |
| Danza                  | Rafael Quenedit Castro |
| Premio della Critica   | Giordana Angi          |
| Premio TIMmusic        | Tish                   |
| Premio TIM             | Alberto Urso           |
| Premio Radio 105       | Mameli                 |
| Borsa di studio Banca5 | Miguel Chavez          |
| Borsa di studio Banca5 | Vincenzo Di Primo      |
| Borsa di lavoro Banca5 | Rafael Quenedit Castro |
| Borsa di lavoro Banca5 | Tish                   |

## Regolamento
Da quest'anno torna il vecchio schema già presente fino alla sedicesima edizione, ma con alcune novità: la puntata si articola in 2 partite, composte da 4 o 5 prove ciascuna. Ogni prova, che assegna un punto, viene giudicata con voto palese da un organo differente a rotazione (commissione interna, giurato fisso, televoto o ospite/i speciale/i) tranne la terza prova, che, secretata, assegna 2 punti e viene giudicata in toto da commissione interna e giurato fisso. Al termine della prima partita, il direttore artistico della squadra perdente ha 60 secondi di tempo per decidere chi tra i membri della sua squadra debba affrontare un televoto che, qualora raggiungesse l'80% (a volte più del 80%) delle preferenze, lo renderebbe immune. I componenti della squadra vincente devono indicare 3 nomi della squadra avversaria da presentare davanti alla commissione interna, la quale, esprimendo dei sì e dei no, avanza i 3 candidati all'eliminazione al giurato fisso, che sceglie quale dei 3 candidare definitivamente all'eliminazione (in caso di maggioranza dei sì nella commissione interna, i componenti della squadra vincente devono obbligatoriamente fare un altro nome). Nella seconda manche, a scegliere chi tra i 3 candidati della squadra perdente concorrerà all'eliminazione non è il giurato fisso, bensì Giuliano Peparini. Una volta definiti i 2 allievi che si giocheranno la permanenza nella scuola, essi dovranno scegliere 2 compagni di squadra (uno per disciplina) che si esibiranno per loro nell'ultima fase: quest'ultima manche è composta altresì da 4 prove, 2 riservate ai candidati all'eliminazione e 2 ai loro compagni di squadra. A votare è l'intera commissione interna più il giurato fisso, che decretano l'eliminato di puntata. In caso di sconfitta in entrambe partite, il ballottaggio finale prevede un torneo interno tra tutti i componenti della squadra attraverso sfide dirette. Il concorrente che non viene salvato va avanti, fino a quando non arriva a sfidare l'eliminato (provvisorio) della prima partita. Dalla settima puntata i coach abbandonano le squadre e queste vengono sciolte così da permettere ai concorrenti di sfidarsi l'uno contro l'altro per aggiudicarsi un posto prima in semifinale e successivamente in finale. La finale, per la prima volta, non prevede il consueto meccanismo a sfide dirette, ma una serie di gironi in cui si mescola il giudizio del televoto con quello delle varie giurie presenti in studio (Professori, Giuria, VAR).

## Concorrenti
Sono stati ammessi al serale 12 concorrenti, così divisi:
     Vincitore
     Prima classificata della categoria perdente
     Finalista
     Eliminato/a
| Squadra Bianca                 | Squadra Bianca                 | Squadra Bianca                 |                     | Squadra Blu               | Squadra Blu         | Squadra Blu         |
| Direttori artistici            | Direttori artistici            | Direttori artistici            | Direttori artistici | Direttori artistici       | Direttori artistici | Direttori artistici |
| ------------------------------ | ------------------------------ | ------------------------------ | ------------------- | ------------------------- | ------------------- | ------------------- |
| - Ricky Martin - Fabio Rovazzi | - Ricky Martin - Fabio Rovazzi | - Ricky Martin - Fabio Rovazzi |                     | - Vittorio Grigolo        | - Vittorio Grigolo  | - Vittorio Grigolo  |
| Concorrenti                    |                                |                                |                     |                           |                     |                     |
| Posizione                      | Nome                           | Disciplina                     |                     | Posizione                 | Nome                | Disciplina          |
| 2                              | Giordana Angi                  | cantautorato                   | 1                   | Alberto Urso              | lirico              |                     |
| 3                              | Rafael Quenedit Castro         | classico                       | 4                   | Vincenzo Di Primo         | classico            |                     |
| 6                              | Umberto Gaudino                | latino                         | 5                   | Tish (Tijana Boric)       | cantautorato        |                     |
| 7                              | Mameli (Mario Castiglione)     | cantautorato                   | 8                   | Valentina Vernia          | hip hop             |                     |
| 9                              | Alvis (Alvise De Spirt)        | trap                           | 10                  | Jefeo (Fabio Migliano)    | trap                |                     |
| 11                             | Ludovica Caniglia              | canto                          | 12                  | Mowgly (Cristian Bilardi) | break               |                     |

## Tabellone delle eliminazioni
Legenda:
  W   Vittoria squadra Bianca

   B    Vittoria squadra Blu

Candidato all'eliminazione:

 dalla squadra bianca

 dalla squadra blu

 forzatamente
Giudizio espresso:

 dai professori

 dal televoto 

 dalla giuria d'eccezione

 dalla giuria d'esperti (VAR)

     Salvato dal televoto e immune
     Salvato dai professori
     A rischio eliminazione
     In ballottaggio
     Eliminato/a
     Sospeso/a
     Non partecipa alla partita perché in ballottaggio
     Vince il ballottaggio ed è salvo/a
N.D. Non sottoposto a ballottaggio o non partecipa alla sfida in finale
     Finalista/Accede alla finale

     Primo classificato della categoria perdente

     Vincitore

|            |            | 30/03      | 30/03      | 30/03      | 30/03      | 30/03      | 06/04                  | 06/04                  | 06/04                  | 06/04                  | 06/04                  | 13/04                  | 13/04                  | 13/04                  | 13/04                  | 13/04                  | 20/04                  | 20/04                  | 20/04                  | 20/04                  | 20/04                  | 27/04                  | 27/04                  | 27/04                  | 27/04                  | 27/04                  | 04/05                  | 04/05                  | 04/05                  | 04/05                  | 04/05                  | 04/05                  | 11/05                  | 11/05                  | 11/05                  | 11/05                  | 11/05                  | 11/05                  | 11/05                  | 18/05                  | 18/05                  | 18/05                  | 18/05                  | 18/05                  | 25/05                  | 25/05                  | 25/05                  | 25/05                  | 25/05                  | Disciplina   |
| 1ª PUNTATA | 1ª PUNTATA | 1ª PUNTATA | 1ª PUNTATA | 1ª PUNTATA | 2ª PUNTATA | 2ª PUNTATA | 2ª PUNTATA             | 2ª PUNTATA             | 2ª PUNTATA             | 3ª PUNTATA             | 3ª PUNTATA             | 3ª PUNTATA             | 3ª PUNTATA             | 3ª PUNTATA             | 4ª PUNTATA             | 4ª PUNTATA             | 4ª PUNTATA             | 4ª PUNTATA             | 4ª PUNTATA             | 5ª PUNTATA             | 5ª PUNTATA             | 5ª PUNTATA             | 5ª PUNTATA             | 5ª PUNTATA             | 6ª PUNTATA             | 6ª PUNTATA             | 6ª PUNTATA             | 6ª PUNTATA             | 6ª PUNTATA             | 6ª PUNTATA             | 7ª PUNTATA             | 7ª PUNTATA             | 7ª PUNTATA             | 7ª PUNTATA             | 7ª PUNTATA             | 7ª PUNTATA             | 7ª PUNTATA             | SEMIFINALE             | SEMIFINALE             | SEMIFINALE             | SEMIFINALE             | SEMIFINALE             | FINALE                 | FINALE                 | FINALE                 | FINALE                 | FINALE                 |                        |                        | Disciplina   |
| ---------- | ---------- | ---------- | ---------- | ---------- | ---------- | ---------- | ---------------------- | ---------------------- | ---------------------- | ---------------------- | ---------------------- | ---------------------- | ---------------------- | ---------------------- | ---------------------- | ---------------------- | ---------------------- | ---------------------- | ---------------------- | ---------------------- | ---------------------- | ---------------------- | ---------------------- | ---------------------- | ---------------------- | ---------------------- | ---------------------- | ---------------------- | ---------------------- | ---------------------- | ---------------------- | ---------------------- | ---------------------- | ---------------------- | ---------------------- | ---------------------- | ---------------------- | ---------------------- | ---------------------- | ---------------------- | ---------------------- | ---------------------- | ---------------------- | ---------------------- | ---------------------- | ---------------------- | ---------------------- | ---------------------- | ---------------------- | ------------ |
| Vittoria   | Vittoria   | W          | W          | B          | B          |            | B                      | B                      | W                      | W                      |                        | W                      | W                      | W                      | W                      |                        | B                      | B                      | B                      | B                      |                        | B                      | B                      | W                      | W                      |                        | Sfida ecc.             | B                      | B                      | B                      | B                      |                        |                        | Girone nº              | Girone nº              | Girone nº              | Girone nº              | Girone nº              | Girone nº              | Girone nº              | Girone nº              | Girone nº              | Girone nº              | Girone nº              | FINALE                 | FINALE                 | FINALE                 |                        |                        | Disciplina   |
| Punteggio  | Punteggio  | 3          | 2          | 4          | 1          | 4          | 1                      | 3                      | 2                      | 4                      | 3                      | 4                      | 2                      | 7                      | 0                      | 5                      | 2                      | 7                      | 0                      | 4                      | 3                      | 3                      | 2                      | 6                      | 1                      | 1                      | Sfida ecc.             | 2                      | 2                      | 3                      | 4                      | 5                      | 1                      | 2                      | 2                      | 3                      | 4                      |                        |                        |                        |                        |                        | FINALE                 | FINALE                 | FINALE                 | FINALE                 | FINALE                 |                        |                        | Disciplina   |
| 1          | Alberto    | –          | –          |            |            | N.D.       |                        |                        | –                      | –                      | N.D.                   |                        |                        |                        |                        |                        |                        |                        |                        |                        | N.D.                   |                        |                        | –                      | –                      | N.D.                   | N.D.                   |                        |                        |                        |                        | N.D.                   | N.D.                   | 2º                     | 1º                     | 2º                     | 2º                     | 2º                     | V                      | 2º                     | 1º                     | 2º                     | 1º                     |                        | 1º                     | 1º                     |                        | 1º                     | VINCITORE              | lirica       |
| 2          | Giordana   |            |            | –          | –          | N.D.       | –                      | –                      |                        |                        | N.D.                   |                        |                        |                        |                        | N.D.                   |                        |                        |                        |                        |                        |                        |                        |                        |                        | N.D.                   | N.D.                   |                        |                        |                        |                        |                        | N.D.                   | 3ª                     | 4ª                     | –                      | 1ª                     |                        |                        | 4ª                     | 1ª                     | 1ª                     |                        |                        | 3ª                     | –                      | 1º                     | 2ª                     | SECONDA                | cantautorato |
| 3          | Rafael     |            |            | –          | –          | N.D.       | –                      | –                      |                        |                        | N.D.                   |                        |                        |                        |                        | N.D.                   |                        |                        |                        |                        |                        |                        |                        |                        |                        | N.D.                   | N.D.                   |                        |                        |                        |                        |                        | N.D.                   | 1º                     |                        |                        |                        |                        |                        | 1º                     |                        |                        |                        |                        | 2º                     | –                      | 2º                     | TERZO                  | TERZO                  | classico     |
| 4          | Vincenzo   | –          | –          |            |            | N.D.       |                        |                        |                        |                        | N.D.                   | –                      | –                      |                        |                        |                        |                        |                        |                        |                        | N.D.                   |                        |                        | –                      | –                      | N.D.                   | N.D.                   |                        |                        |                        |                        | N.D.                   | N.D.                   | 4º                     | 2º                     | –                      | 4º                     | 1º                     |                        | 5º                     | 3º                     | –                      | 2º                     | V                      | 4º                     | QUARTO                 | QUARTO                 | QUARTO                 | QUARTO                 | classico     |
| 5          | Tish       |            |            |            |            | N.D.       |                        |                        |                        |                        |                        |                        |                        |                        |                        |                        |                        |                        |                        |                        | N.D.                   |                        |                        |                        |                        | N.D.                   | N.D.                   |                        |                        |                        |                        | N.D.                   | N.D.                   | 3ª                     | 1ª                     | 1ª                     |                        |                        |                        | 3ª                     | 2ª                     | –                      | 3ª                     |                        | ELIMINATA (Semifinale) | ELIMINATA (Semifinale) | ELIMINATA (Semifinale) | ELIMINATA (Semifinale) | ELIMINATA (Semifinale) | cantautorato |
| 6          | Umberto    |            |            | –          | –          | N.D.       |                        |                        |                        |                        | N.D.                   |                        |                        |                        |                        | N.D.                   | –                      | –                      |                        |                        |                        | –                      | –                      |                        |                        | N.D.                   | N.D.                   |                        |                        |                        |                        | [ N 4 ]                |                        | 5º                     | 3º                     | –                      | 3º                     | 3º                     |                        | ELIMINATO (7ª puntata) | ELIMINATO (7ª puntata) | ELIMINATO (7ª puntata) | ELIMINATO (7ª puntata) | ELIMINATO (7ª puntata) | ELIMINATO (7ª puntata) | ELIMINATO (7ª puntata) | ELIMINATO (7ª puntata) | ELIMINATO (7ª puntata) | ELIMINATO (7ª puntata) | latino       |
| 7          | Mameli     |            |            |            |            | N.D.       |                        |                        |                        |                        | N.D.                   |                        |                        |                        |                        | N.D.                   |                        |                        |                        |                        |                        |                        |                        |                        |                        |                        | [ N 5 ]                |                        |                        |                        |                        | [ N 4 ]                |                        | ELIMINATO (7ª puntata) | ELIMINATO (7ª puntata) | ELIMINATO (7ª puntata) | ELIMINATO (7ª puntata) | ELIMINATO (7ª puntata) | ELIMINATO (7ª puntata) | ELIMINATO (7ª puntata) | ELIMINATO (7ª puntata) | ELIMINATO (7ª puntata) | ELIMINATO (7ª puntata) | ELIMINATO (7ª puntata) | ELIMINATO (7ª puntata) | ELIMINATO (7ª puntata) | ELIMINATO (7ª puntata) | ELIMINATO (7ª puntata) | ELIMINATO (7ª puntata) | cantautorato |
| 8          | Valentina  |            |            |            |            | N.D.       |                        |                        |                        |                        | N.D.                   | –                      | –                      |                        |                        |                        |                        |                        |                        |                        | N.D.                   |                        |                        |                        |                        | [ N 6 ]                |                        | ELIMINATA (6ª puntata) | ELIMINATA (6ª puntata) | ELIMINATA (6ª puntata) | ELIMINATA (6ª puntata) | ELIMINATA (6ª puntata) | ELIMINATA (6ª puntata) | ELIMINATA (6ª puntata) | ELIMINATA (6ª puntata) | ELIMINATA (6ª puntata) | ELIMINATA (6ª puntata) | ELIMINATA (6ª puntata) | ELIMINATA (6ª puntata) | ELIMINATA (6ª puntata) | ELIMINATA (6ª puntata) | ELIMINATA (6ª puntata) | ELIMINATA (6ª puntata) | ELIMINATA (6ª puntata) | ELIMINATA (6ª puntata) | ELIMINATA (6ª puntata) | ELIMINATA (6ª puntata) | ELIMINATA (6ª puntata) | ELIMINATA (6ª puntata) | hip hop      |
| 9          | Alvis      |            |            |            |            | N.D.       |                        |                        |                        |                        | N.D.                   |                        |                        |                        |                        | N.D.                   |                        |                        |                        |                        |                        | ELIMINATO (4ª puntata) | ELIMINATO (4ª puntata) | ELIMINATO (4ª puntata) | ELIMINATO (4ª puntata) | ELIMINATO (4ª puntata) | ELIMINATO (4ª puntata) | ELIMINATO (4ª puntata) | ELIMINATO (4ª puntata) | ELIMINATO (4ª puntata) | ELIMINATO (4ª puntata) | ELIMINATO (4ª puntata) | ELIMINATO (4ª puntata) | ELIMINATO (4ª puntata) | ELIMINATO (4ª puntata) | ELIMINATO (4ª puntata) | ELIMINATO (4ª puntata) | ELIMINATO (4ª puntata) | ELIMINATO (4ª puntata) | ELIMINATO (4ª puntata) | ELIMINATO (4ª puntata) | ELIMINATO (4ª puntata) | ELIMINATO (4ª puntata) | ELIMINATO (4ª puntata) | ELIMINATO (4ª puntata) | ELIMINATO (4ª puntata) | ELIMINATO (4ª puntata) | ELIMINATO (4ª puntata) | ELIMINATO (4ª puntata) | trap         |
| 10         | Jefeo      |            |            |            |            | N.D.       |                        |                        |                        |                        | N.D.                   |                        |                        |                        |                        |                        | ELIMINATO (3ª puntata) | ELIMINATO (3ª puntata) | ELIMINATO (3ª puntata) | ELIMINATO (3ª puntata) | ELIMINATO (3ª puntata) | ELIMINATO (3ª puntata) | ELIMINATO (3ª puntata) | ELIMINATO (3ª puntata) | ELIMINATO (3ª puntata) | ELIMINATO (3ª puntata) | ELIMINATO (3ª puntata) | ELIMINATO (3ª puntata) | ELIMINATO (3ª puntata) | ELIMINATO (3ª puntata) | ELIMINATO (3ª puntata) | ELIMINATO (3ª puntata) | ELIMINATO (3ª puntata) | ELIMINATO (3ª puntata) | ELIMINATO (3ª puntata) | ELIMINATO (3ª puntata) | ELIMINATO (3ª puntata) | ELIMINATO (3ª puntata) | ELIMINATO (3ª puntata) | ELIMINATO (3ª puntata) | ELIMINATO (3ª puntata) | ELIMINATO (3ª puntata) | ELIMINATO (3ª puntata) | ELIMINATO (3ª puntata) | ELIMINATO (3ª puntata) | ELIMINATO (3ª puntata) | ELIMINATO (3ª puntata) | ELIMINATO (3ª puntata) | ELIMINATO (3ª puntata) | trap         |
| 11         | Ludovica   |            |            |            |            |            |                        |                        |                        |                        |                        | ELIMINATA (2ª puntata) | ELIMINATA (2ª puntata) | ELIMINATA (2ª puntata) | ELIMINATA (2ª puntata) | ELIMINATA (2ª puntata) | ELIMINATA (2ª puntata) | ELIMINATA (2ª puntata) | ELIMINATA (2ª puntata) | ELIMINATA (2ª puntata) | ELIMINATA (2ª puntata) | ELIMINATA (2ª puntata) | ELIMINATA (2ª puntata) | ELIMINATA (2ª puntata) | ELIMINATA (2ª puntata) | ELIMINATA (2ª puntata) | ELIMINATA (2ª puntata) | ELIMINATA (2ª puntata) | ELIMINATA (2ª puntata) | ELIMINATA (2ª puntata) | ELIMINATA (2ª puntata) | ELIMINATA (2ª puntata) | ELIMINATA (2ª puntata) | ELIMINATA (2ª puntata) | ELIMINATA (2ª puntata) | ELIMINATA (2ª puntata) | ELIMINATA (2ª puntata) | ELIMINATA (2ª puntata) | ELIMINATA (2ª puntata) | ELIMINATA (2ª puntata) | ELIMINATA (2ª puntata) | ELIMINATA (2ª puntata) | ELIMINATA (2ª puntata) | ELIMINATA (2ª puntata) | ELIMINATA (2ª puntata) | ELIMINATA (2ª puntata) | ELIMINATA (2ª puntata) | ELIMINATA (2ª puntata) | ELIMINATA (2ª puntata) | canto        |
| 12         | Mowgly     |            |            |            |            |            | ELIMINATO (1ª puntata) | ELIMINATO (1ª puntata) | ELIMINATO (1ª puntata) | ELIMINATO (1ª puntata) | ELIMINATO (1ª puntata) | ELIMINATO (1ª puntata) | ELIMINATO (1ª puntata) | ELIMINATO (1ª puntata) | ELIMINATO (1ª puntata) | ELIMINATO (1ª puntata) | ELIMINATO (1ª puntata) | ELIMINATO (1ª puntata) | ELIMINATO (1ª puntata) | ELIMINATO (1ª puntata) | ELIMINATO (1ª puntata) | ELIMINATO (1ª puntata) | ELIMINATO (1ª puntata) | ELIMINATO (1ª puntata) | ELIMINATO (1ª puntata) | ELIMINATO (1ª puntata) | ELIMINATO (1ª puntata) | ELIMINATO (1ª puntata) | ELIMINATO (1ª puntata) | ELIMINATO (1ª puntata) | ELIMINATO (1ª puntata) | ELIMINATO (1ª puntata) | ELIMINATO (1ª puntata) | ELIMINATO (1ª puntata) | ELIMINATO (1ª puntata) | ELIMINATO (1ª puntata) | ELIMINATO (1ª puntata) | ELIMINATO (1ª puntata) | ELIMINATO (1ª puntata) | ELIMINATO (1ª puntata) | ELIMINATO (1ª puntata) | ELIMINATO (1ª puntata) | ELIMINATO (1ª puntata) | ELIMINATO (1ª puntata) | ELIMINATO (1ª puntata) | ELIMINATO (1ª puntata) | ELIMINATO (1ª puntata) | ELIMINATO (1ª puntata) | ELIMINATO (1ª puntata) | break        |

### Podio generale
|          |         |    |  |          |
|          |         |    |  | 4º       |
|          | Alberto |    |  | Vincenzo |
| Giordana | Alberto |    |  |          |
| 1º       | Rafael  |    |  |          |
| 1º       | Rafael  | 2º |  |          |
| 1º       | 3º      |    |  |          |

### Podio canto
|          |         |    |  |        |
|          |         |    |  | 4º     |
|          | Alberto |    |  | Mameli |
| Giordana | Alberto |    |  |        |
| 1º       | Tish    |    |  |        |
| 1º       | Tish    | 2º |  |        |
| 1º       | 3º      |    |  |        |

### Podio danza
|          |         |    |  |           |
|          |         |    |  | 4º        |
|          | Rafael  |    |  | Valentina |
| Vincenzo | Rafael  |    |  |           |
| 1º       | Umberto |    |  |           |
| 1º       | Umberto | 2º |  |           |
| 1º       | 3º      |    |  |           |

## Tabellone delle nomination
Legenda:
     Salvato dal televoto e immune
     Salvato dai professori
     Non salvato e a rischio eliminazione
     Eliminato/a
     Non partecipa alla partita perché in ballottaggio
 Candidato forzatamente all'eliminazione

(–) Voto di spareggio

N.D. Non nominato/a
|            |            |            | 30/03    | 30/03    | 30/03    | 30/03    | 30/03    | 30/03    | 30/03 | 30/03    | 6/04      | 6/04      | 6/04      | 6/04      | 6/04      | 6/04      | 6/04      | 6/04      | 6/04      | 13/04     | 13/04     | 13/04     | 13/04     | 20/04     | 20/04     | 20/04     | 20/04     | 20/04     | 27/04     | 27/04     | 27/04     | 27/04     | 27/04     | 4/05      | 4/05      | 4/05      | 4/05      |
| ---------- | ---------- | ---------- | -------- | -------- | -------- | -------- | -------- | -------- | ----- | -------- | --------- | --------- | --------- | --------- | --------- | --------- | --------- | --------- | --------- | --------- | --------- | --------- | --------- | --------- | --------- | --------- | --------- | --------- | --------- | --------- | --------- | --------- | --------- | --------- | --------- | --------- | --------- |
| Vittoria   | Vittoria   | Vittoria   | W        | W        | W        | W        | B        | B        | B     | B        | B         | B         | B         | B         | W         | W         | W         | W         | W         | W         | W         | W         | W         | B         | B         | B         | B         | B         | B         | B         | B         | W         | W         | B         | B         | B         | B         |
| Nomination | Nomination | Nomination | 1        | 2        | 3        | 4        | 1        | 2        | 2     | 3        | 1         | 2         | 3         | 4         | 1         | 1         | 2         | 3         | 4         | 1         | 1         | 2         | 1         | 1         | 2         | 3         | 4         | 1         | 1         | 2         | 3         | 1         | 2         | 1         | 2         | 3         | 1         |
|            | 1          | Alberto    |          |          |          |          | [ N 7 ]  | [ N 7 ]  | ()    | [ N 8 ]  | [ N 9 ]   | [ N 7 ]   | [ N 8 ]   | –         | N.D.      | N.D.      | N.D.      | N.D.      | N.D.      |           |           |           |           | [ N 7 ]   | –         | [ N 10 ]  | [ N 9 ]   | [ N 9 ]   | [ N 7 ]   | [ N 10 ]  | [ N 9 ]   | N.D.      | N.D.      | [ N 7 ]   | –         | [ N 9 ]   | [ N 9 ]   |
|            | 2          | Giordana   | [ N 11 ] | [ N 11 ] | [ N 12 ] | [ N 12 ] | N.D.     | N.D.     | N.D.  | N.D.     | N.D.      | N.D.      | N.D.      | N.D.      | [ N 12 ]  | ()        | [ N 12 ]  | [ N 12 ]  | [ N 13 ]  | [ N 12 ]  | ()        | [ N 12 ]  | [ N 9 ]   | N.D.      | N.D.      | N.D.      |           |           | N.D.      | N.D.      |           | [ N 12 ]  | [ N 11 ]  | N.D.      | N.D.      |           |           |
|            | 3          | Rafael     | [ N 14 ] | [ N 9 ]  | [ N 15 ] | [ N 12 ] |          |          |       |          | N.D.      | N.D.      | N.D.      | N.D.      | [ N 15 ]  | ()        | [ N 15 ]  | [ N 12 ]  | [ N 9 ]   | [ N 12 ]  | ()        | [ N 12 ]  | [ N 9 ]   | N.D.      | N.D.      |           |           |           | N.D.      |           |           | [ N 12 ]  | [ N 11 ]  | N.D.      |           |           |           |
|            | 4          | Vincenzo   | N.D.     | N.D.     | N.D.     | N.D.     | [ N 16 ] | [ N 7 ]  | ()    | [ N 8 ]  | [ N 16 ]  | [ N 7 ]   | [ N 8 ]   | [ N 17 ]  | N.D.      | N.D.      | N.D.      | N.D.      |           |           |           |           |           | [ N 7 ]   | [ N 16 ]  | [ N 9 ]   | [ N 9 ]   | [ N 9 ]   | [ N 7 ]   | –         | [ N 9 ]   | N.D.      | N.D.      | [ N 7 ]   | [ N 9 ]   | [ N 9 ]   | [ N 9 ]   |
| 5          | 5          | Tish       | N.D.     | N.D.     | N.D.     |          | [ N 17 ] | [ N 17 ] | ()    | [ N 17 ] | [ N 16 ]  | [ N 8 ]   | [ N 8 ]   | [ N 17 ]  | N.D.      | N.D.      | N.D.      |           |           | N.D.      | N.D.      |           |           | –         | –         | –         | [ N 9 ]   | [ N 9 ]   | [ N 18 ]  | [ N 18 ]  | [ N 9 ]   |           |           | [ N 18 ]  | –         | [ N 9 ]   | [ N 9 ]   |
| 6          | 6          | Umberto    | [ N 14 ] | [ N 9 ]  | [ N 15 ] | [ N 12 ] | N.D.     | N.D.     | N.D.  | N.D.     | N.D.      | N.D.      | N.D.      |           | [ N 15 ]  | ()        | [ N 15 ]  | [ N 12 ]  | [ N 13 ]  | [ N 15 ]  | ()        | [ N 12 ]  | [ N 9 ]   |           |           |           |           |           |           |           |           | [ N 12 ]  | [ N 11 ]  | N.D.      | N.D.      |           |           |
| 7          | 7          | Mameli     | [ N 11 ] | [ N 11 ] | [ N 13 ] | [ N 13 ] | N.D.     |          |       |          | N.D.      |           |           |           | [ N 11 ]  | ()        | [ N 13 ]  | [ N 13 ]  | [ N 13 ]  | [ N 11 ]  | ()        | [ N 11 ]  | [ N 9 ]   |           |           |           |           |           |           |           |           |           |           |           |           |           |           |
| 8          | 8          | Valentina  | N.D.     |          |          |          | [ N 16 ] | [ N 8 ]  | ()    | [ N 8 ]  | [ N 16 ]  | [ N 7 ]   | [ N 8 ]   | [ N 10 ]  |           |           |           |           |           | N.D.      | N.D.      | N.D.      |           | [ N 7 ]   | [ N 16 ]  | [ N 10 ]  | [ N 9 ]   | [ N 9 ]   | [ N 7 ]   | –         | [ N 9 ]   | N.D.      |           | ELIMINATA | ELIMINATA | ELIMINATA | ELIMINATA |
| 9          | 9          | Alvis      | [ N 14 ] | [ N 11 ] | [ N 15 ] | [ N 12 ] |          |          |       |          |           |           |           |           | [ N 11 ]  | ()        | [ N 15 ]  | [ N 13 ]  | [ N 13 ]  | [ N 15 ]  | ()        | [ N 11 ]  | [ N 9 ]   | N.D.      |           |           |           |           | ELIMINATO | ELIMINATO | ELIMINATO | ELIMINATO | ELIMINATO | ELIMINATO | ELIMINATO | ELIMINATO | ELIMINATO |
| 10         | 10         | Jefeo      | N.D.     | N.D.     |          |          | [ N 16 ] | [ N 17 ] | ()    | [ N 8 ]  | [ N 16 ]  | [ N 7 ]   | [ N 8 ]   | [ N 17 ]  | N.D.      | N.D.      |           |           |           |           |           |           |           | ELIMINATO | ELIMINATO | ELIMINATO | ELIMINATO | ELIMINATO | ELIMINATO | ELIMINATO | ELIMINATO | ELIMINATO | ELIMINATO | ELIMINATO | ELIMINATO | ELIMINATO | ELIMINATO |
| 11         | 11         | Ludovica   | [ N 14 ] | [ N 11 ] | [ N 12 ] | [ N 12 ] | N.D.     | N.D.     | N.D.  |          | N.D.      | N.D.      |           |           |           |           |           |           |           | ELIMINATA | ELIMINATA | ELIMINATA | ELIMINATA | ELIMINATA | ELIMINATA | ELIMINATA | ELIMINATA | ELIMINATA | ELIMINATA | ELIMINATA | ELIMINATA | ELIMINATA | ELIMINATA | ELIMINATA | ELIMINATA | ELIMINATA | ELIMINATA |
| 12         | 12         | Mowgly     |          |          |          |          |          |          |       |          | ELIMINATO | ELIMINATO | ELIMINATO | ELIMINATO | ELIMINATO | ELIMINATO | ELIMINATO | ELIMINATO | ELIMINATO | ELIMINATO | ELIMINATO | ELIMINATO | ELIMINATO | ELIMINATO | ELIMINATO | ELIMINATO | ELIMINATO | ELIMINATO | ELIMINATO | ELIMINATO | ELIMINATO | ELIMINATO | ELIMINATO | ELIMINATO | ELIMINATO | ELIMINATO | ELIMINATO |

## Tabellone delle esibizioni
Legenda:
     Prova vinta dai Bianchi
     Prova vinta dai Blu
     A rischio eliminazione
     Sospeso
     Eliminato
     Prova di canto
     Prova di ballo
     Prova mista
     Salvato dal televoto
     Non salvato dal televoto
     Prova proibitiva
     Prova della vittoria

### 1ª puntata
La prima puntata del serale è andata in onda sabato 30 marzo 2019. La terza prova di ogni partita ha risultato secretato. La prima partita vede vittoriosa la squadra Bianca con un punteggio di 3 a 2. La seconda partita vede vittoriosa la squadra Blu con un punteggio di 4 a 1.

#### Prima partita
| PROVA    | SQUADRA BLU         | SQUADRA BLU        | PUNTI | PUNTI | SQUADRA BIANCA | SQUADRA BIANCA             | Organo giudicante         |
| -------- | ------------------- | ------------------ | ----- | ----- | -------------- | -------------------------- | ------------------------- |
| I        | Alberto con Sumi Jo | Libiamo            | 1     | 0     | Rafael         | Boléro                     | L. Bertè                  |
| II       | Vincenzo            | Beautiful That way | 1     | 0     | Mameli         | Fratelli dʼItalia          | B. Antonacci e L. Pausini |
| III      | Tish                | Think              | 0     | 2     | Umberto        | Mash-up Kiss / Purple rain | Professori e L. Bertè     |
| IV       | Mowgly              | Battle break dance | 0     | 1     | Giordana       | Margherita                 | Professori e L. Bertè     |
| VITTORIA | SQUADRA BIANCA      | SQUADRA BIANCA     | 2     | 3     | MOWGLY         | MOWGLY                     | [ N 20 ]                  |

Televoto per l'immunità dall'eliminazione
Per essere immune dall'eliminazione di questa partita, il concorrente dovrà ottenere almeno l'80% delle preferenze.
| Concorrente | Esibizione         | Vuoi salvarlo? | Vuoi salvarlo? |
| Concorrente | Esibizione         | Sì             | No             |
| ----------- | ------------------ | -------------- | -------------- |
| ALBERTO     | New York, New York | 95%            | 5%             |

#### Seconda partita
| PROVA    | SQUADRA BLU                         | SQUADRA BLU                                                                   | PUNTI | PUNTI | SQUADRA BIANCA                        | SQUADRA BIANCA                                                                | Organo giudicante     |
| -------- | ----------------------------------- | ----------------------------------------------------------------------------- | ----- | ----- | ------------------------------------- | ----------------------------------------------------------------------------- | --------------------- |
| I        | Alberto e Tish con Biagio Antonacci | Battle CANTO Vivimi / Se io se lei / Non vivo più senza te / Tra te e il mare | 0     | 1     | Giordana e Ludovica con Laura Pausini | Battle CANTO Vivimi / Se io se lei / Non vivo più senza te / Tra te e il mare | L. Bertè              |
| II       | Valentina                           | Dieci ragazzi                                                                 | 1     | 0     | Alvis                                 | Eppur mi son scordato di te                                                   | Professori            |
| III      | Alberto e Tish                      | Bridge over Troubled Water                                                    | 2     | 0     | Umberto                               | La cura                                                                       | Professori e L. Bertè |
| IV       | Jefeo                               | L'italiano                                                                    | 1     | 0     | Ludovica                              | I wanna dance with somebody                                                   | Professori            |
| VITTORIA | SQUADRA BLU                         | SQUADRA BLU                                                                   | 4     | 1     | LUDOVICA                              | LUDOVICA                                                                      | [ N 21 ]              |

Televoto per l'immunità dall'eliminazione
Per essere immune dall'eliminazione di questa partita, il concorrente dovrà ottenere almeno l'80% delle preferenze.
| Concorrente | Esibizione                                           | Vuoi salvarlo? | Vuoi salvarlo? |
| Concorrente | Esibizione                                           | Sì             | No             |
| ----------- | ---------------------------------------------------- | -------------- | -------------- |
| RAFAEL      | Variazione Flammes de Paris - Pas de deux (Philippe) | 88%            | 12%            |

#### Ballottaggio
| PROVA    | MOWGLY                 | MOWGLY                   | Punti salvezza | Punti salvezza | LUDOVICA       | LUDOVICA           |
| -------- | ---------------------- | ------------------------ | -------------- | -------------- | -------------- | ------------------ |
| I        | Alberto                | Il mare calmo della sera | –              |                | Rafael         | Another Day of Sun |
| II       | Vincenzo               | Carillon                 |                | –              | Giordana       | The Best           |
| III      | La vita comʼè          | La vita comʼè            | –              |                | Feeling Good   | Feeling Good       |
| IV       | You Wanna Be Americano | You Wanna Be Americano   | –              |                | Se telefonando | Se telefonando     |
| VITTORIA | LUDOVICA               | LUDOVICA                 |                |                | MOWGLY         | MOWGLY             |

### 2ª puntata
La seconda puntata del serale è andata in onda sabato 6 aprile 2019. La terza prova di ogni partita ha risultato secretato. La prima partita vede vittoriosa la squadra Blu con un punteggio di 4 a 1. La seconda partita invece viene vinta dai Bianchi con un punteggio di 3 a 2.

#### Prima partita
| PROVA    | SQUADRA BLU         | SQUADRA BLU             | PUNTI     | PUNTI     | SQUADRA BIANCA           | SQUADRA BIANCA              | Organo giudicante     |
| -------- | ------------------- | ----------------------- | --------- | --------- | ------------------------ | --------------------------- | --------------------- |
| I        | Alberto con Al Bano | È la mia vita, Nel sole | (58%) 1   | (42%) 0   | Umberto con Ricky Martin | Pégate                      | Televoto              |
| II       | Vincenzo            | Billy Elliott           | 0         | 1         | Giordana                 | E non finisce mica il cielo | Professori            |
| III      | Alberto             | La fuerza major         | 2         | 0         | Rafael                   | In the air tonight          | Professori e L. Bertè |
| IV       | Valentina           | Straight to number one  | ANNULLATA | ANNULLATA | Mameli                   | Destra Sinistra             | Professori            |
| V        | Tish                | Chandelier              | 1         | 0         | Giordana                 | La fine                     | Professori            |
| VITTORIA | SQUADRA BLU         | SQUADRA BLU             | 4         | 1         | LUDOVICA                 | LUDOVICA                    | [ N 20 ]              |

Televoto per l'immunità dall'eliminazione
Per essere immune dall'eliminazione di questa partita, il concorrente dovrà ottenere almeno il 90% delle preferenze.
| Concorrente | Esibizione   | Vuoi salvarla? | Vuoi salvarla? |
| Concorrente | Esibizione   | Sì             | No             |
| ----------- | ------------ | -------------- | -------------- |
| GIORDANA    | Padam, Padam | 63%            | 37%            |

#### Seconda partita
| PROVA    | SQUADRA BLU                       | SQUADRA BLU                                                  | PUNTI | PUNTI | SQUADRA BIANCA                  | SQUADRA BIANCA                                                          | Organo giudicante     |
| -------- | --------------------------------- | ------------------------------------------------------------ | ----- | ----- | ------------------------------- | ----------------------------------------------------------------------- | --------------------- |
| I        | Vincenzo                          | I vecchi                                                     | 1     | 0     | Mameli                          | Piccola Katy                                                            | A. Borghi             |
| II       | Tish con Vittorio Grigolo         | Never, Never, Never                                          | 0     | 1     | Ballo Bianchi con Charlie Siem  | Schehereazade                                                           | Professori e L. Bertè |
| III      | Alberto e Jefeo con Fabrizio Moro | Battle CANTO Pensa / Portami via / Non mi avete fatto niente | 0     | 2     | Alvis e Giordana con Ermal Meta | Battle CANTO Piccola anima / Vietato morire / Non mi avete fatto niente | Professori e L. Bertè |
| IV       | Jefeo                             | Per un'ora d'amore                                           | 1     | 0     | Umberto                         | El verbo                                                                | Professori            |
| VITTORIA | SQUADRA BIANCA                    | SQUADRA BIANCA                                               | 2     | 3     | TISH                            | TISH                                                                    | [ N 21 ]              |

Televoto per l'immunità dall'eliminazione
Per essere immune dall'eliminazione di questa partita, il concorrente dovrà ottenere almeno il 90% delle preferenze.
| Concorrente | Esibizione      | Vuoi salvarlo? | Vuoi salvarlo? |
| Concorrente | Esibizione      | Sì             | No             |
| ----------- | --------------- | -------------- | -------------- |
| JEFEO       | Relax (inedito) | 68%            | 32%            |

#### Ballottaggio
| PROVA    | LUDOVICA                     | LUDOVICA                             | Punti salvezza | Punti salvezza | TISH            | TISH            |
| -------- | ---------------------------- | ------------------------------------ | -------------- | -------------- | --------------- | --------------- |
| I        | Giordana                     | Ritornerai                           | –              |                | Valentina       | Bella Ciao      |
| II       | Rafael                       | Variazione Don Quixote - Pas de deux |                | –              | Alberto         | All of Me       |
| III      | Somethingʼs Got a Hold On Me | Somethingʼs Got a Hold On Me         | –              |                | Iʼm Outta Love  | Iʼm Outta Love  |
| IV       | Amore Bello                  | Amore Bello                          | –              |                | Million Reasons | Million Reasons |
| VITTORIA | TISH                         | TISH                                 |                |                | LUDOVICA        | LUDOVICA        |

### 3ª puntata
La terza puntata del serale è andata in onda sabato 13 aprile 2019. La terza prova di ogni partita ha risultato secretato. La prima partita vede vittoriosa la squadra Bianca con un punteggio di 4 a 3. La seconda partita viene vinta ancora dai Bianchi con un punteggio di 4 a 2.

#### Prima partita
| PROVA    | SQUADRA BLU    | SQUADRA BLU               | PUNTI   | PUNTI   | SQUADRA BIANCA | SQUADRA BIANCA | Organo giudicante |
| -------- | -------------- | ------------------------- | ------- | ------- | -------------- | -------------- | ----------------- |
| I        | Jefeo          | Sei bellissima            | (68%) 1 | (32%) 0 | Mameli         | Sei bellissima | Televoto          |
| II       | Valentina      | In the closet             | (47%) 0 | (53%) 1 | Umberto        | Innuendo       | Televoto          |
| III      | Tish           | Zombie                    | (49%) 0 | (51%) 3 | Giordana       | Portati via    | Televoto          |
| IV       | Vincenzo       | Chaplin                   | (64%) 1 | (36%) 0 | Rafael         | Diamonds       | Televoto          |
| V        | Alberto        | Who Wants to Live Forever | (82%) 1 | (18%) 0 | Mameli         | Pietre         | Televoto          |
| VITTORIA | SQUADRA BIANCA | SQUADRA BIANCA            | 3       | 4       | JEFEO          | JEFEO          | [ N 20 ]          |

Televoto per l'immunità dall'eliminazione
Per essere immune dall'eliminazione di questa partita, il concorrente dovrà ottenere almeno il 90% delle preferenze.
| Concorrente | Esibizione                                      | Vuoi salvarlo? | Vuoi salvarlo? |
| Concorrente | Esibizione                                      | Sì             | No             |
| ----------- | ----------------------------------------------- | -------------- | -------------- |
| VINCENZO    | Variazione Giselle - Act I (Allegretto Pesante) | 94%            | 6%             |

#### Seconda partita
| PROVA    | SQUADRA BLU             | SQUADRA BLU                                               | PUNTI | PUNTI | SQUADRA BIANCA                | SQUADRA BIANCA                                            | Organo giudicante                    |
| -------- | ----------------------- | --------------------------------------------------------- | ----- | ----- | ----------------------------- | --------------------------------------------------------- | ------------------------------------ |
| I        | Tish con Ornella Vanoni | Medley Domani è un altro giorno / Una ragione di più      | 1     | 0     | Mameli e Giordana con Il Volo | Medley Meravigliosa creatura / Lontano dagli occhi        | Professori e L. Bertè                |
| II       | Alberto                 | Medley O Surdato 'nnammurato / 'O Sole mio                | 1     | 0     | Umberto                       | Mi sei scoppiato dentro al cuore                          | Professori e L. Bertè                |
| III      | Vincenzo                | Comparata BALLO Flammes de Paris - Pas de deux (Philippe) | 0     | 2     | Rafael                        | Comparata BALLO Flammes de Paris - Pas de deux (Philippe) | Professori e L. Bertè                |
| IV       | Valentina               | Poker Face                                                | 0     | 1     | Alvis                         | Hai ragione papà (inedito)                                | Professori e L. Bertè                |
| V        | Vincenzo                | Les bourgeois                                             | 0     | 1     | Giordana                      | La sera dei miracoli                                      | L. Cannito, B. Vessicchio e L. Bertè |
| VITTORIA | SQUADRA BIANCA          | SQUADRA BIANCA                                            | 2     | 4     | Squadra Blu                   | Squadra Blu                                               |                                      |

Televoto per l'immunità dall'eliminazione
Per essere immune dall'eliminazione di questa partita, il concorrente dovrà ottenere almeno il 99% delle preferenze.
| Concorrente | Esibizione               | Vuoi salvarlo? | Vuoi salvarlo? |
| Concorrente | Esibizione               | Sì             | No             |
| ----------- | ------------------------ | -------------- | -------------- |
| ALBERTO     | Indispensabile (inedito) | 94%            | 6%             |

#### Ballottaggio
| PROVA    | ALBERTO                | TISH             |
| -------- | ---------------------- | ---------------- |
| I        | Accanto a te (inedito) | Casinò (inedito) |
| VITTORIA | ALBERTO                | ALBERTO          |

| PROVA    | TISH                | VINCENZO          |
| -------- | ------------------- | ----------------- |
| I        | Yellow flicker beat | What do you mean? |
| VITTORIA | VINCENZO            | VINCENZO          |

| PROVA    | TISH  | VALENTINA |
| -------- | ----- | --------- |
| I        | Rehab | Mamma mia |
| VITTORIA | TISH  | TISH      |

| PROVA    | VALENTINA            | JEFEO              |
| -------- | -------------------- | ------------------ |
| I        | Locked out of heaven | Silenzio (inedito) |
| II       | Jenny from the block | Bimbo (inedito)    |
| VITTORIA | VALENTINA            | JEFEO              |

### 4ª puntata
La quarta puntata del serale è andata in onda sabato 20 aprile 2019. La terza prova di ogni partita ha risultato secretato. La prima partita vede vittoriosa la squadra Blu con un punteggio di 7 a 0. La seconda partita viene vinta ancora dai Blu con un punteggio di 5 a 2.

#### Prima partita
| PROVA    | SQUADRA BLU             | SQUADRA BLU                                                                           | PUNTI   | PUNTI   | SQUADRA BIANCA        | SQUADRA BIANCA                                                                  | Organo giudicante |
| -------- | ----------------------- | ------------------------------------------------------------------------------------- | ------- | ------- | --------------------- | ------------------------------------------------------------------------------- | ----------------- |
| I        | Alberto                 | Stavo pensando a te                                                                   | (82%) 1 | (18%) 0 | Mameli                | Ma il cielo è sempre più blu                                                    | Televoto          |
| II       | Vincenzo                | Comparata BALLO 9 settimane e mezzo                                                   | (72%) 1 | (28%) 0 | Rafael                | Comparata BALLO 9 settimane e mezzo                                             | Televoto          |
| III      | Alberto con Renato Zero | Amico                                                                                 | (79%) 3 | (21%) 0 | Alvis con Renato Zero | Amico                                                                           | Televoto          |
| IV       | Vincenzo                | Mozart                                                                                | (68%) 1 | (32%) 0 | Umberto               | Show me how you burlesque                                                       | Televoto          |
| V        | Tish                    | Battle di ritornelli Wicked Game / Vedrai, vedrai / Ellens Dritter Gesang (Ave Maria) | (53%) 1 | (47%) 0 | Giordana              | Battle di ritornelli Formidable / La mia banda suona il rock / Bella senz'anima | Televoto          |
| Vittoria | SQUADRA BLU             | SQUADRA BLU                                                                           | 7       | 0       | ALVIS                 | ALVIS                                                                           | [ N 20 ]          |

Televoto per l'immunità dall'eliminazione
Per essere immune dall'eliminazione di questa partita, il concorrente dovrà ottenere almeno il 90% delle preferenze.
| Concorrente | Esibizione | Vuoi salvarlo? | Vuoi salvarlo? |
| Concorrente | Esibizione | Sì             | No             |
| ----------- | ---------- | -------------- | -------------- |
| UMBERTO     | Amado mio  | 90%            | 10%            |

#### Seconda partita
| PROVA    | SQUADRA BLU                      | SQUADRA BLU            | PUNTI | PUNTI | SQUADRA BIANCA            | SQUADRA BIANCA                          | Organo giudicante     |
| -------- | -------------------------------- | ---------------------- | ----- | ----- | ------------------------- | --------------------------------------- | --------------------- |
| I        | Alberto con Vittorio Grigolo     | Caruso                 | 1     | 0     | Rafael con Ricky Martin   | La Mordidita                            | Professori e L. Bertè |
| II       | Valentina                        | Lady Marmelade         | 0     | 1     | Giordana                  | Ti ho creduto (inedito)                 | Professori e L. Bertè |
| III      | Alberto e Tish con Umberto Tozzi | Medley Tu / Gloria     | 3     | 0     | Giordana e Mameli con Raf | Medley Il battito animale / Ti Pretendo | Professori e L. Bertè |
| IV       | Tish                             | Set fire to the rain   | 0     | 1     | Rafael                    | Iʼm kissing you                         | Professori e L. Bertè |
| V        | Alberto                          | Accanto a te (inedito) | 1     | 0     | Mameli                    | Limonare (inedito)                      | Professori e L. Bertè |
| Vittoria | SQUADRA BLU                      | SQUADRA BLU            | 5     | 2     | SQUADRA BIANCA            | SQUADRA BIANCA                          |                       |

Televoto per l'immunità dall'eliminazione
Per essere immune dall'eliminazione di questa partita, il concorrente dovrà ottenere almeno il 99% delle preferenze.
| Concorrente | Esibizione | Vuoi salvarlo? | Vuoi salvarlo? |
| Concorrente | Esibizione | Sì             | No             |
| ----------- | ---------- | -------------- | -------------- |
| UMBERTO     | Asturias   | 94%            | 6%             |

#### Ballottaggio
| PROVA    | GIORDANA          | RAFAEL                              |
| -------- | ----------------- | ----------------------------------- |
| I        | Che sia benedetta | The Four Season - L'estate (Presto) |
| VITTORIA | RAFAEL            | RAFAEL                              |

| PROVA    | GIORDANA  | UMBERTO              |
| -------- | --------- | -------------------- |
| I        | Reginella | La maschera di Zorro |
| VITTORIA | GIORDANA  | GIORDANA             |

| PROVA    | UMBERTO              | MAMELI                     |
| -------- | -------------------- | -------------------------- |
| I        | La bella e la bestia | Ci vogliamo bene (inedito) |
| VITTORIA | UMBERTO              | UMBERTO                    |

| PROVA    | MAMELI                  | ALVIS                                  |
| -------- | ----------------------- | -------------------------------------- |
| I        | Casa di carta (inedito) | A un paio di passi dal cuore (inedito) |
| II       | Sarà perché ti amo      | Catch & Release                        |
| III      | Lentiggini (inedito)    | Hai ragione papà (inedito)             |
| VITTORIA | MAMELI                  | ALVIS                                  |

### 5ª puntata
La quinta puntata del serale è andata in onda sabato 27 aprile 2019. La terza prova di ogni partita ha risultato secretato. La prima partita vede vittoriosa la squadra Blu con un punteggio di 7 a 0. La seconda partita viene vinta dai Bianchi con un punteggio di 4 a 3.

#### Prima partita
| PROVA    | SQUADRA BLU                 | SQUADRA BLU                                           | PUNTI   | PUNTI   | SQUADRA BIANCA            | SQUADRA BIANCA                                                            | Organo giudicante |
| -------- | --------------------------- | ----------------------------------------------------- | ------- | ------- | ------------------------- | ------------------------------------------------------------------------- | ----------------- |
| I        | Tish                        | Comparata CANTO Ragazzo mio                           | (54%) 1 | (46%) 0 | Giordana                  | Comparata CANTO Ragazzo mio                                               | Televoto          |
| II       | Valentina con John Travolta | Medley You never can tell / Misirlou / We go together | (52%) 1 | (48%) 0 | Umberto con John Travolta | Medley Staying alive / How deep is your love / Youʼre the one that I want | Televoto          |
| III      | Alberto                     | I've got you under my skin                            | (67%) 3 | (33%) 0 | Mameli                    | La musica non cʼè                                                         | Televoto          |
| IV       | Vincenzo                    | Sogna ragazzo sogna                                   | (51%) 1 | (49%) 0 | Umberto                   | I like it like that                                                       | Televoto          |
| V        | Alberto                     | Comparata CANTO Almeno tu nellʼuniverso               | (68%) 1 | (32%) 0 | Giordana                  | Comparata CANTO Almeno tu nellʼuniverso                                   | Televoto          |
| VITTORIA | SQUADRA BLU                 | SQUADRA BLU                                           | 7       | 0       | MAMELI                    | MAMELI                                                                    | [ N 20 ]          |

Televoto per lʼimmunità dall'eliminazione
Per essere immune dallʼeliminazione di questa partita, il concorrente dovrà ottenere almeno il 90% delle preferenze.
| Concorrente | Esibizione | Vuoi salvarlo? | Vuoi salvarlo? |
| Concorrente | Esibizione | Sì             | No             |
| ----------- | ---------- | -------------- | -------------- |
| UMBERTO     | Candyman   | 93%            | 7%             |

#### Seconda partita
| PROVA    | SQUADRA BLU       | SQUADRA BLU                                            | PUNTI | PUNTI | SQUADRA BIANCA     | SQUADRA BIANCA                                      | Organo giudicante     |
| -------- | ----------------- | ------------------------------------------------------ | ----- | ----- | ------------------ | --------------------------------------------------- | --------------------- |
| I        | Alberto con Arisa | Guarda che luna                                        | 1     | 0     | Giordana con Irama | Bella e rovinata                                    | Professori e L. Bertè |
| II       | Vincenzo          | Comparata BALLO Le Corsaire - II Atto (Allegro)        | 0     | 1     | Rafael             | Comparata BALLO Le Corsaire - II Atto (Allegro)     | Professori e L. Bertè |
| III      | Tish              | Medley Albergo a ore / Enjoy the silence / Purple Rain | 0     | 3     | Giordana           | Medley La notte / Nothing compares 2U / Purple Rain | Professori e L. Bertè |
| IV       | Vincenzo          | Variazione, Sexyback, Suite for Cello Solo No.1        | 1     | 0     | Umberto e Rafael   | Quimbara, Sexyback, Suite for Cello Solo No.1       | Professori e L. Bertè |
| V        | Alberto           | Hallelujah                                             | 1     | 0     | Umberto            | Gravity                                             | Professori e L. Bertè |
| VITTORIA | SQUADRA BIANCA    | SQUADRA BIANCA                                         | 3     | 4     | VALENTINA          | VALENTINA                                           | [ N 21 ]              |

Televoto per l'immunità dall'eliminazione
Per essere immune dall'eliminazione di questa partita, il concorrente dovrà ottenere almeno il 99% delle preferenze.
| Concorrente | Esibizione       | Vuoi salvarla? | Vuoi salvarla? |
| Concorrente | Esibizione       | Sì             | No             |
| ----------- | ---------------- | -------------- | -------------- |
| TISH        | Casinò (inedito) | 70%            | 30%            |

#### Ballottaggio
| PROVA    | MAMELI                     | MAMELI                        | Punti salvezza | Punti salvezza | VALENTINA                     | VALENTINA                     |
| -------- | -------------------------- | ----------------------------- | -------------- | -------------- | ----------------------------- | ----------------------------- |
| I        | Rafael                     | Mambo/Maria (West Side Story) |                | –              | Alberto                       | La mia rivoluzione (inedito)  |
| II       | Giordana                   | Casa (inedito)                | –              |                | Vincenzo                      | Anima fragile                 |
| III      | Ci vogliamo bene (inedito) | Ci vogliamo bene (inedito)    |                | –              | Mash-up Bad / Smooth criminal | Mash-up Bad / Smooth criminal |
| IV       | Un cuore matto             | Un cuore matto                |                | –              | Anche un uomo                 | Anche un uomo                 |
| VITTORIA | MAMELI                     | MAMELI                        |                |                | VALENTINA                     | VALENTINA                     |

### 6ª puntata
La sesta puntata del serale è andata in onda sabato 4 maggio 2019. La terza prova di ogni partita ha risultato secretato. La prima partita vede vittoriosa la squadra Blu con un punteggio di 3 a 2. La seconda partita viene vinta ancora dai Blu con un punteggio di 6 a 1.

#### Sfida diretta eccezionale
La sfida viene giudicata solo dal televoto.
| PROVA    | VALENTINA              | MAMELI              | Vantaggio |
| -------- | ---------------------- | ------------------- | --------- |
| I        | Medley Michael Jackson | Il gatto e la volpe | Mameli    |
| II       | Lose My Breath         | Piove               | Valentina |
| VITTORIA | MAMELI (52%)           | VALENTINA (48%)     |           |

#### Prima partita
| PROVA    | SQUADRA BLU                 | SQUADRA BLU                                                                                             | PUNTI   | PUNTI   | SQUADRA BIANCA                | SQUADRA BIANCA                                                                                          | Organo giudicante |
| -------- | --------------------------- | --- | ------- | ------- | ----------------------------- | --- | ----------------- |
| I        | Tish                        | Medley Strong / Hedonism                                                                                | (41%) 0 | (59%) 1 | Giordana                      | Medley America / In Alto Mare                                                                           | Televoto          |
| II       | Vincenzo                    | Battle danza classica Diana and Actéon - Pas de deux (Actéon) / Lo Schiaccianoci - Pas de deux (Prince) | (44%) 0 | (56%) 1 | Rafael                        | Battle danza classica Diana and Actéon - Pas de deux (Actéon) / Lo Schiaccianoci - Pas de deux (Prince) | Televoto          |
| III      | Alberto                     | Nessun dorma                                                                                            | (57%) 2 | (43%) 0 | Umberto                       | Be Mine                                                                                                 | Televoto          |
| IV       | Alberto con Massimo Ranieri | Battle CANTO Vent'anni / Se bruciasse la città / Perdere l'amore                                        | (59%) 1 | (41%) 0 | Giordana e Mameli con Al Bano | Battle CANTO Ci sarà / Io che non vivo / Il mondo                                                       | Televoto          |
| VITTORIA | SQUADRA BLU                 | SQUADRA BLU                                                                                             | 3       | 2       | UMBERTO                       | UMBERTO                                                                                                 | [ N 20 ]          |

Televoto per l'immunità dall'eliminazione
Per essere immune dallʼeliminazione di questa partita, il concorrente dovrà ottenere almeno il 90% delle preferenze.
| Concorrente | Esibizione  | Vuoi salvarlo? | Vuoi salvarlo? |
| Concorrente | Esibizione  | Sì             | No             |
| ----------- | ----------- | -------------- | -------------- |
| RAFAEL      | Calling You | 82%            | 18%            |

#### Seconda partita
| PROVA    | SQUADRA BLU | SQUADRA BLU                                                                                         | PUNTI | PUNTI | SQUADRA BIANCA | SQUADRA BIANCA                                                                              | Organo giudicante     |
| -------- | ----------- | --------------------------------------------------------------------------------------------------- | ----- | ----- | -------------- | ------------------------------------------------------------------------------------------- | --------------------- |
| I        | Alberto     | Battle di ritornelli Indispensabile (inedito) / Ti lascio andare (inedito) / Accanto a te (inedito) | 1     | 0     | Mameli         | Battle di ritornelli Ci vogliamo bene (inedito) / Lentiggini (inedito) / Limonare (inedito) | Professori e L. Bertè |
| II       | Vincenzo    | La valse d'Amélie                                                                                   | 0     | 1     | Rafael         | Fragile                                                                                     | Professori e L. Bertè |
| III      | Tish        | Comparata CANTO Giardini di marzo / With or Without you / Highway to Hell                           | 3     | 0     | Giordana       | Comparata CANTO Giardini di marzo / With or Without you / Highway to Hell                   | Professori e L. Bertè |
| IV       | Vincenzo    | Improvvisazione Mi parli piano / Perdono                                                            | 1     | 0     | Rafael         | Improvvisazione Mi parli piano / Perdono                                                    | Professori e L. Bertè |
| V        | Alberto     | The final countdown                                                                                 | 1     | 0     | Giordana       | Because the night                                                                           | Professori e L. Bertè |
| VITTORIA | SQUADRA BLU | SQUADRA BLU                                                                                         | 6     | 1     | SQUADRA BIANCA | SQUADRA BIANCA                                                                              |                       |

Televoto per l'immunità dall'eliminazione
Per essere immune dall'eliminazione di questa partita, il concorrente dovrà ottenere almeno il 99% delle preferenze.
| Concorrente | Esibizione | Vuoi salvarla? | Vuoi salvarla? |
| Concorrente | Esibizione | Sì             | No             |
| ----------- | ---------- | -------------- | -------------- |
| GIORDANA    | Il Cielo   | 80%            | 20%            |

#### Ballottaggio
| PROVA    | GIORDANA   | RAFAEL                          |
| -------- | ---------- | ------------------------------- |
| I        | Confusione | con Susanna Salvi Spring Waters |
| VITTORIA | RAFAEL     | RAFAEL                          |

| PROVA    | GIORDANA                 | MAMELI                  |
| -------- | ------------------------ | ----------------------- |
| I        | Mi sono innamorato di te | Casa di carta (inedito) |
| VITTORIA | GIORDANA                 | GIORDANA                |

| PROVA    | MAMELI                                | UMBERTO             |
| -------- | ------------------------------------- | ------------------- |
| I        | Questa nostra stupida canzone d'amore | Amandoti            |
| II       | Mi fido di te                         | Non son degno di te |
| VITTORIA | Giudizio sospeso                      | Giudizio sospeso    |

### 7ª puntata
La settima puntata del serale è andata in onda sabato 11 maggio 2019. La puntata si articola in 4 gironi ed il ballottaggio finale che decretano i 5 semifinalisti di questa edizione.

#### Ballottaggio
Si continua il ballottaggio sospeso nella puntata precedente.
| PROVA    | MAMELI                     | UMBERTO |
| -------- | -------------------------- | ------- |
| I        | Ci vogliamo bene (inedito) | Sexbomb |
| VITTORIA | UMBERTO                    | MAMELI  |

#### Primo girone
In questo primo girone a giudicare e scegliere chi potrà accedere alla semifinale è la giuria d'eccezione, composta da Emma, Gerry Scotti e Mara Venier.
| Ordine di esibizione | Concorrente | Esibizione                  | Classifica | Esito                               |
| -------------------- | ----------- | --------------------------- | ---------- | ----------------------------------- |
| 6                    | Rafael      | The Danish Girl             | 1º         | Accede alla semifinale              |
| 5                    | Alberto     | Your Song                   | 2º         | Non accedono ancora alla semifinale |
| 3                    | Tish        | All About That Bass         | 3ª         | Non accedono ancora alla semifinale |
| 1                    | Giordana    | Ti ho voluto bene veramente | 3ª         | Non accedono ancora alla semifinale |
| 2                    | Vincenzo    | Allegre                     | 4º         | Non accedono ancora alla semifinale |
| 4                    | Umberto     | It's Raining Man            | 5º         | Non accedono ancora alla semifinale |

#### Secondo girone
In questo secondo girone a giudicare e scegliere chi potrà accedere alla semifinale è la commissione interna.
| Ordine di esibizione | Concorrente | Esibizione                | Classifica | Esito                               |
| -------------------- | ----------- | ------------------------- | ---------- | ----------------------------------- |
| 5                    | Tish        | Angel                     | 1ª         | Candidati alla semifinale           |
| 2                    | Alberto     | Bohemian Rhapsody         | 1ª         | Candidati alla semifinale           |
| 4                    | Vincenzo    | L'isola che non c'è       | 2º         | Non accedono ancora alla semifinale |
| 1                    | Umberto     | Natural                   | 3º         | Non accedono ancora alla semifinale |
| 3                    | Giordana    | La differenza tra me e te | 4ª         | Non accedono ancora alla semifinale |

Spareggio
| Classifica | Concorrente | Esibizione                 | Esito                             |
| ---------- | ----------- | -------------------------- | --------------------------------- |
| 1ª         | Tish        | Shallow                    | Accede alla semifinale            |
| 2º         | Alberto     | Perfect (con Charlie Siem) | Non accede ancora alla semifinale |

#### Terzo girone
In questo terzo girone a giudicare e scegliere chi potrà essere candidato alla semifinale è il televoto. I primi due in classifica vengono sottoposti successivamente al giudizio della commissione interna.
| Ordine di esibizione | Concorrente | Esibizione                              | Classifica | Esito televoto                      | Esito commissione interna         |
| -------------------- | ----------- | --------------------------------------- | ---------- | ----------------------------------- | --------------------------------- |
| 1                    | Giordana    | Dedicato                                | 1ª         | Candidati alla semifinale           | Accede alla semifinale            |
| 3                    | Alberto     | Parla più piano                         | 2º         | Candidati alla semifinale           | Non accede ancora alla semifinale |
| 2                    | Umberto     | Il cielo in una stanza                  | 3º         | Non accedono ancora alla semifinale | N.D.                              |
| 4                    | Vincenzo    | Improvissazione Vivere / Strada facendo | 4º         | Non accedono ancora alla semifinale | N.D.                              |

#### Quarto girone
In questo quarto girone a giudicare e scegliere chi potrà accedere alla semifinale è la giuria d'esperti (VAR), composta da Luciano Cannito e Peppe Vessicchio.
| Ordine di esibizione | Concorrente | Esibizione              | Classifica | Esito                               |
| -------------------- | ----------- | ----------------------- | ---------- | ----------------------------------- |
| 3                    | Vincenzo    | Notte prima degli esami | 1º         | Accede alla semifinale              |
| 1                    | Alberto     | Accanto a te (inedito)  | 2º         | Non accedono ancora alla semifinale |
| 2                    | Umberto     | Mi gente                | 3º         | Non accedono ancora alla semifinale |

#### Quinto girone
In quest'ultimo girone a giudicare e scegliere chi potrà accedere direttamente alla semifinale è il voto tripartito tra la giuria degli esperti, la commissione interna e il televoto.
| PROVA    | UMBERTO                           | UMBERTO                           | ALBERTO                   | ALBERTO                   |
| -------- | --------------------------------- | --------------------------------- | ------------------------- | ------------------------- |
| I        | Rafael                            | Libertango                        | Tish                      | No Roots                  |
| II       | Mash-up Crazy in Love / Earned It | Mash-up Crazy in Love / Earned It | I Don't Want Miss a Thing | I Don't Want Miss a Thing |
| III      | Giordana                          | Imparare ad amarsi                | Vincenzo                  | Bedtime Story             |
| IV       | Faith                             | Faith                             | Io che amo solo te        | Io che amo solo te        |
| V        | Stand By Me                       | Stand By Me                       | I Will Always Love You    | I Will Always Love You    |
| VITTORIA | ALBERTO                           | ALBERTO                           | UMBERTO                   | UMBERTO                   |

### Semifinale
La semifinale del serale è andata in onda sabato 18 maggio 2019. La puntata si articola a tre gironi e un ballottaggio per decretare i 4 finalisti di quest'edizione. Viene inoltre assegnato a Tish il premio TIMmusic per il brano più ascoltato su tale piattaforma, che ha valore di 20000 €.

#### Primo girone
In questo primo girone a giudicare e scegliere chi potrà accedere alla finale è la giuria d'eccezione, composta da Sabrina Ferilli, J-Ax, Romina Power, Antonella Clerici e Loredana Bertè.
| Ordine di esibizione | Concorrente | Esibizione               | Classifica | Esito                           |
| -------------------- | ----------- | ------------------------ | ---------- | ------------------------------- |
| 5                    | Rafael      | Goodbye                  | 1º         | Accede alla finale              |
| 4                    | Alberto     | Hello                    | 2º         | Non accedono ancora alla finale |
| 2                    | Tish        | Mercy                    | 3ª         | Non accedono ancora alla finale |
| 1                    | Giordana    | Una lunga storia d'amore | 4ª         | Non accedono ancora alla finale |
| 3                    | Vincenzo    | Piccola anima            | 5º         | Non accedono ancora alla finale |

#### Secondo girone
In questo secondo girone a giudicare e scegliere chi potrà accedere alla finale è la commissione interna.
| Ordine di esibizione | Concorrente | Esibizione            | Classifica | Esito                           |
| -------------------- | ----------- | --------------------- | ---------- | ------------------------------- |
| 4                    | Alberto     | La voce del silenzio  | 1º         | Candidati alla finale           |
| 1                    | Giordana    | Se io fossi un angelo | 1º         | Candidati alla finale           |
| 2                    | Tish        | Young and Beautiful   | 2ª         | Non accedono ancora alla finale |
| 3                    | Vincenzo    | L'eternità            | 3º         | Non accedono ancora alla finale |

Spareggio
| Concorrente | Esibizione                       | Classifica | Esito                         |
| ----------- | -------------------------------- | ---------- | ----------------------------- |
| Giordana    | Chiedo di non chiedere (inedito) | 1ª         | Accede alla finale            |
| Alberto     | Indispensabile (inedito)         | 2º         | Non accede ancora alla finale |

#### Terzo girone
In questo terzo girone a giudicare e scegliere chi potrà essere candidato alla finale è il televoto. I primi due in classifica vengono sottoposti successivamente al giudizio della giuria d'esperti (VAR), composta da Luciano Cannito e Peppe Vessicchio.
| Ordine di esibizione | Concorrente | Esibizione                      | Esito televoto                |
| -------------------- | ----------- | ------------------------------- | ----------------------------- |
| 3                    | Alberto     | Amazing Grace                   | Candidati alla finale         |
| 2                    | Vincenzo    | La canzone popolare             | Candidati alla finale         |
| 1                    | Tish        | Black horse and the cherry tree | Non accede ancora alla finale |

Esito finale
| Concorrente | Esibizione             | Classifica | Esito giuria d'esperti (VAR)  |
| ----------- | ---------------------- | ---------- | ----------------------------- |
| Alberto     | Accanto a te (inedito) | 1º         | Accede alla finale            |
| Vincenzo    | The 5th                | 2º         | Non accede ancora alla finale |
| Tish        | N.D.                   | 3ª         | N.D.                          |

#### Quarto girone
In questo quarto e ultimo girone a giudicare e scegliere chi potrà accedere direttamente alla finale è il televoto.
| PROVA    | TISH                       | TISH                       | VINCENZO                                     | VINCENZO                                     |
| -------- | -------------------------- | -------------------------- | -------------------------------------------- | -------------------------------------------- |
| I        | Rafael                     | Losing my religion         | Alberto                                      | Romanza                                      |
| II       | Cara Italia                | Cara Italia                | Improvvisazione Cercavo amore / La compagnia | Improvvisazione Cercavo amore / La compagnia |
| III      | Rafael                     | I knew I loved you         | Alberto                                      | Con te partirò                               |
| IV       | Bird Set Free              | Bird Set Free              | Vivere la vita                               | Vivere la vita                               |
| V        | Boots are made for walkin' | Boots are made for walkin' | Pas de deux                                  | Pas de deux                                  |
| VITTORIA | VINCENZO                   | VINCENZO                   | TISH                                         | TISH                                         |

### Finale
La finale del serale è andata in onda sabato 25 maggio 2019. 
- Nel day-time di venerdì 24 maggio viene mostrata l'assegnazione del premio Radio 105 a Mameli e di un valore di 20000 €.
- Alberto Urso vince la diciottesima edizione di Amici e il premio di 150000 €.
- Rafael Quenedit Castro vince il premio della categoria Danza di 50000 €.
- Il premio della critica TIM, anch'esso del valore di 50000 €, viene assegnato a Giordana Angi.
- Il premio TIM, del valore di 20000 €, viene assegnato ad Alberto Urso.
- Le borse di lavoro Banca5, del valore di 30000 €, vengono assegnate a Rafael e a Tish.

#### Primo girone
| PROVA | GIORDANA      | VINCENZO   | ALBERTO                  | RAFAEL                       |
| ----- | ------------- | ---------- | ------------------------ | ---------------------------- |
| I     | Piazza Grande | Malelingue | Nessun dorma             | Dance for me Wallis          |
| II    | Via           | Day One    | Il mare calmo della sera | The 2nd Law: isolated system |

#### Classifica televoto
| Classifica | Concorrente | % televoto |
| ---------- | ----------- | ---------- |
| 1°         | Alberto     | 43,6%      |
| 2ª         | Giordana    | 19,5%      |
| 3°         | Vincenzo    | 19,0%      |
| 4°         | Rafael      | 17,9%      |

#### Classifica finale
| Classifica | Concorrente | % televoto + giuria d'eccezione |
| ---------- | ----------- | ------------------------------- |
| 1°         | Alberto     | 36,8%                           |
| 2°         | Rafael      | 22,4%                           |
| 3ª         | Giordana    | 21,7%                           |
| 4°         | Vincenzo    | 19,2%                           |

#### Secondo girone
| PROVA | GIORDANA             | ALBERTO                                     | RAFAEL                            |
| ----- | -------------------- | ------------------------------------------- | --------------------------------- |
| I     | A mano a mano        | Medley 'O surdato 'nnammurato / 'O sole mio | Mash-up Full metal jacket / Dirty |
| II    | Casa (inedito)       | Space Oddity                                | Abat-Jour                         |
| III   | Il regalo più grande | Can't help falling in love                  | La vie en rose                    |

#### Classifica televoto
| Chi va in finalissima? | Chi va in finalissima? | Chi va in finalissima? |
| Classifica             | Concorrente            | % televoto             |
| 1°                     | Alberto                | 53,3%                  |
| ---------------------- | ---------------------- | ---------------------- |
| 2ª                     | Giordana               | 28,2%                  |
| 3°                     | Rafael                 | 18,5%                  |

#### Classifica finale
| Chi va in finalissima? | Chi va in finalissima? | Chi va in finalissima?  |
| Classifica             | Concorrente            | % televoto + professori |
| 1°                     | Alberto                | 44,6%                   |
| ---------------------- | ---------------------- | ----------------------- |
| 2ª                     | Giordana               | 28,7%                   |
| 3°                     | Rafael                 | 26,7%                   |

#### Ballottaggio
| PROVA | GIORDANA            | RAFAEL                                               |
| ----- | ------------------- | ---------------------------------------------------- |
| I     | Ciao amore ciao     | Boléro                                               |
| II    | La nevicata del '56 | Variazione Flammes de Paris - Pas de deux (Philippe) |
| III   | Averti addosso      | Diamonds                                             |

#### Classifica televoto
| Chi va in finalissima? | Chi va in finalissima? | Chi va in finalissima? |
| Classifica             | Concorrente            | % televoto             |
| 1ª                     | Giordana               | 50,2%                  |
| 2°                     | Rafael                 | 49,8%                  |
| ---------------------- | ---------------------- | ---------------------- |

#### Classifica finale
| Chi va in finalissima? | Chi va in finalissima? | Chi va in finalissima?              |
| Classifica             | Concorrente            | % televoto + giuria d'esperti (VAR) |
| 1ª                     | Giordana               | 62,9%                               |
| 2°                     | Rafael                 | 37,1%                               |
| ---------------------- | ---------------------- | ----------------------------------- |

#### Finalissima
| PROVA     | GIORDANA                             | ALBERTO                      | Vantaggio    |
| --------- | ------------------------------------ | ---------------------------- | ------------ |
| I         | Chiedo di non chiedere (inedito)     | Nelle tue mani               | N.D.         |
| II        | Ti ho creduto (inedito)              | Your song                    | N.D.         |
| III       | Un giorno in più                     | Immobile                     | Alberto      |
| IV        | Ogni volta                           | Indispensabile (inedito)     | N.D.         |
| V         | Milord                               | The show must go on          | N.D.         |
| VI        | La donna cannone                     | Accanto a te (inedito)       | N.D.         |
| VII       | Quante volte ad aspettarti (inedito) | La mia rivoluzione (inedito) | N.D.         |
| SECONDA   | GIORDANA 31%                         | GIORDANA 31%                 | GIORDANA 31% |
| VINCITORE | ALBERTO 69%                          | ALBERTO 69%                  | ALBERTO 69%  |

## Riassunto gare inediti
Durante la 7ª puntata del pomeridiano prende il via la gara degli inediti. I brani vengono giudicati da 3 organi differenti: dal pubblico tramite il punto TIM, che viene assegnato al brano più ascoltato sulla piattaforma TIMmusic, dai professori unicamente di canto e infine da Radio 105 nella persona dello speaker Max Brigante (sostituito dal voto di Loredana Bertè dalla gara nº 8). La gara continua anche durante la fase del serale.
     Vincitore gara inediti
| Gara nº | Puntata  | Squadra | Allievi  | Inediti                    | Punti | Punti      | Punti                        |
| Gara nº | Puntata  | Squadra | Allievi  | Inediti                    | TIM   | Professori | Max Brigante/ Loredana Bertè |
| ------- | -------- | ------- | -------- | -------------------------- | ----- | ---------- | ---------------------------- |
| 1       | [ N 40 ] |         | Giordana | Quante volte ad aspettarti |       |            | N.D.                         |
| 1       | [ N 40 ] |         | Mameli   | Casa di carta              | N.D.  | N.D.       |                              |
|         |          |         |          |                            |       |            |                              |
| 2       | [ N 41 ] |         | Ludovica | Non si ama mai abbastanza  | N.D.  | N.D.       |                              |
| 2       | [ N 41 ] |         | Tish     | You make me vomit          |       |            | N.D.                         |
|         |          |         |          |                            |       |            |                              |
| 3       | [ N 42 ] |         | Alberto  | Accanto a te               |       |            | N.D.                         |
| 3       | [ N 42 ] |         | Giordana | Questa è vita              | N.D.  | N.D.       |                              |
|         |          |         |          |                            |       |            |                              |
| 4       | [ N 43 ] |         | Mameli   | Limonare                   | N.D.  |            |                              |
| 4       | [ N 43 ] |         | Tish     | Black & White              |       | N.D.       | N.D.                         |
|         |          |         |          |                            |       |            |                              |
| 5       | [ N 44 ] |         | Alvis    | Hai ragione papà           | N.D.  |            |                              |
| 5       | [ N 44 ] |         | Giordana | Ti ho creduto              |       | N.D.       | N.D.                         |
|         |          |         |          |                            |       |            |                              |
| 6       | [ N 45 ] |         | Alberto  | La mia rivoluzione         |       |            | N.D.                         |
| 6       | [ N 45 ] |         | Mameli   | Milioni di cose            | N.D.  | N.D.       |                              |
|         |          |         |          |                            |       |            |                              |
| 7       | [ N 46 ] |         | Mameli   | Lentiggini                 | N.D.  | N.D.       | [ N 47 ]                     |
| 7       | [ N 46 ] |         | Tish     | Try to C                   |       |            | [ N 47 ]                     |
|         |          |         |          |                            |       |            |                              |
| 8       | [ N 48 ] |         | Alberto  | Ti lascio andare           | N.D.  | N.D.       | N.D.                         |
| 8       | [ N 48 ] |         | Giordana | Chiedo di non chiedere     |       |            |                              |

## Commissione della critica
Nell'ultima puntata è presente una commissione per assegnare tra i finalisti il premio della critica del valore di 50000 €. La commissione è composta da:
| Alessandro Ferrucci | Il Fatto Quotidiano     |
| Laura Rio           | Il Giornale             |
| Claudia Fascia      | ANSA                    |
| Rita Vecchio        | Leggo                   |
| Fabrizio Biasin     | Libero                  |
| Luca Dondoni        | La Stampa               |
| Andrea Laffranchi   | Corriere della Sera     |
| Marco Mangiarotti   | Quotidiano Nazionale    |
| Davide Maggio       | DavideMaggio.it         |
| Antonella Nesi      | AdnKronos               |
| Cinzia Marongiu     | Tiscali                 |
| Carmen Guadalaxara  | Il Tempo                |
| Cinzia Bancone      | Tv Talk                 |
| Elisabetta Esposito | La Gazzetta dello Sport |
| Domenico Catagnano  | Tgcom24                 |
| Lavinia Farnese     | Vanity Fair             |
| Laura Larcan        | Il Messaggero           |
| Giusy Cascio        | TV Sorrisi e Canzoni    |
| Chiara Troiano      | LaPresse                |
| Davide Poliani      | Rockol                  |
| Andrea Amato        | Tv Zoom                 |

## Giuria

### Commissione interna
Canto
- Rudy Zerbi
- Alex Britti
- Stash Fiordispino

Ballo
- Alessandra Celentano
- Timor Steffens
- Veronica Peparini

### Commissione esterna
Giuria d'eccezione
Legenda:
     Presenza del giudice in puntata
| Giurato           | Puntate | Puntate | Puntate | Puntate | Puntate | Puntate | Puntate | Puntate    | Puntate | Totale |
| Giurato           | 1ª      | 2ª      | 3ª      | 4ª      | 5ª      | 6ª      | 7ª      | Semifinale | Finale  | Totale |
| ----------------- | ------- | ------- | ------- | ------- | ------- | ------- | ------- | ---------- | ------- | ------ |
| Loredana Bertè    |         |         |         |         |         |         |         |            |         | 8      |
| Gerry Scotti      |         |         |         |         |         |         |         |            |         | 1      |
| Mara Venier       |         |         |         |         |         |         |         |            |         | 1      |
| Emma              |         |         |         |         |         |         |         |            |         | 1      |
| J-Ax              |         |         |         |         |         |         |         |            |         | 1      |
| Sabrina Ferilli   |         |         |         |         |         |         |         |            |         | 1      |
| Antonella Clerici |         |         |         |         |         |         |         |            |         | 1      |
| Romina Power      |         |         |         |         |         |         |         |            |         | 1      |
| Ilary Blasi       |         |         |         |         |         |         |         |            |         | 1      |
| Silvia Toffanin   |         |         |         |         |         |         |         |            |         | 1      |
| Alessia Marcuzzi  |         |         |         |         |         |         |         |            |         | 1      |
| Michelle Hunziker |         |         |         |         |         |         |         |            |         | 1      |

Giuria speciale
Nella seguente tabella sono indicati i Giurati speciali, ospiti speciali che nel corso delle diverse puntate giudicano le esibizioni delle due squadre. In particolare, hanno la possibilità di votare come unico giudice solo al termine di una prova. Nella tabella che segue è illustrata inoltre la preferenza espressa dai Giurati speciali.
| Puntata | Messa in onda | Giurato                         | Giurato                         | Squadra |
| ------- | ------------- | ------------------------------- | ------------------------------- | ------- |
| 1       | 30 marzo 2019 | Laura Pausini, Biagio Antonacci | Laura Pausini, Biagio Antonacci | BLU     |
| 2       | 6 aprile 2019 | Alessandro Borghi               | Alessandro Borghi               | BLU     |

### Supervisori tecnici (VAR)
- Luciano Cannito (ballo)
- Peppe Vessicchio (canto)

## Ospiti
| Puntata    | Messa in onda  | Ospiti                            | Comici       | Duettanti                                        |
| ---------- | -------------- | --------------------------------- | ------------ | ------------------------------------------------ |
| 1          | 30 marzo 2019  | –                                 | Pio e Amedeo | Sumi Jo, Laura Pausini, Biagio Antonacci         |
| 2          | 6 aprile 2019  | –                                 | Pio e Amedeo | Al Bano, Charlie Siem, Ermal Meta, Fabrizio Moro |
| 3          | 13 aprile 2019 | –                                 | Pio e Amedeo | Ornella Vanoni, Il Volo                          |
| 4          | 20 aprile 2019 | –                                 | Pio e Amedeo | Renato Zero, Raf, Umberto Tozzi                  |
| 5          | 27 aprile 2019 | Laura Ullio                       | Pio e Amedeo | John Travolta, Irama, Arisa                      |
| 6          | 4 maggio 2019  | –                                 | Pio e Amedeo | Al Bano, Massimo Ranieri, Susanna Salvi          |
| 7          | 11 maggio 2019 | –                                 | Pio e Amedeo | Raffaella Carrà, Charlie Siem                    |
| Semifinale | 18 maggio 2019 | Alessandra Amoroso, Jillian Davis | Pio e Amedeo | Renato Zero                                      |
| Finale     | 25 maggio 2019 | Irama, Sven Otten                 | Pio e Amedeo | –                                                |

## Ascolti

### Serale
| Puntata    | Messa in onda  | Telespettatori | Share  | Fonte  |
| ---------- | -------------- | -------------- | ------ | ------ |
| 1          | 30 marzo 2019  | 4 096 000      | 22,23% | [ 3 ]  |
| 2          | 6 aprile 2019  | 3 665 000      | 20,05% | [ 4 ]  |
| 3          | 13 aprile 2019 | 3 939 000      | 21,71% | [ 5 ]  |
| 4          | 20 aprile 2019 | 3 447 000      | 20,72% | [ 6 ]  |
| 5          | 27 aprile 2019 | 3 661 000      | 22,67% | [ 7 ]  |
| 6          | 4 maggio 2019  | 3 987 000      | 21,22% | [ 8 ]  |
| 7          | 11 maggio 2019 | 4 136 000      | 23,13% | [ 9 ]  |
| Semifinale | 18 maggio 2019 | 4 743 000      | 24,27% | [ 10 ] |
| Finale     | 25 maggio 2019 | 4 804 000      | 27,00% | [ 11 ] |
| Media      | Media          | 4 053 000      | 22,56% |        |

- Con 3 447 000 telespettatori, la quinta puntata risulta essere la puntata meno vista nella storia del serale di Amici.

## L'interesse delle case discografiche
Anche durante quest'edizione è stata data la possibilità ad alcuni cantanti di firmare un contratto con alcune case discografiche per la realizzazione degli EP/album d'esordio. In particolare si tratta di:
- Alberto Urso con la Universal Music, con cui il 10 maggio 2019 ha pubblicato l'album Solo.
- Giordana Angi con la Universal Music, con cui il 17 maggio 2019 ha pubblicato l'EP Casa.
- Tish con la Sony Music, con cui il 17 maggio 2019 ha pubblicato l'EP Tish.
- Mameli con la Sony Music, con cui il 17 maggio 2019 ha pubblicato l'EP Inno.
- Jefeo con la 2 Music, con cui il 17 maggio 2019 ha pubblicato l'EP Teenager.
- Alvis con la Island Records, con cui il 17 maggio 2019 ha pubblicato l'EP Alvis.